# Gerrit Schilder
Gerrit Schilder jr. (1966) is een Nederlands architect, interieurarchitect, en meubelontwerper.

## Loopbaan

### Opleiding en eerste carrièrestappen
In 1993 studeerde Schilder af aan de Hogeschool voor de Kunsten Constantijn Huygens in Kampen. Hij studeerde verder aan de Rotterdamse Academie van Bouwkunst, waar hij in 2002, samen met Francesco Veenstra, afstudeerde op een ontwerp voor een nieuw Station Rotterdam Centraal.
Met zijn afstudeerwerk won Schilder in 1993 de BNI-prijs voor beste afgestudeerde interieurarchitect. Later dat jaar won hij bij de Nederlandse Meubelprijzen de Prijs voor Jonge Ontwerper voor zijn stoel, genaamd Welcome, een verchroomd buisframe met een rubber ringmat als zitting. Tijdens de studie heeft hij samen met studiegenoot Kasper Spormann het collectief Bla Bla design opgericht wat zich richtte op het ontwerpen van no-nonsense interieurobjecten.

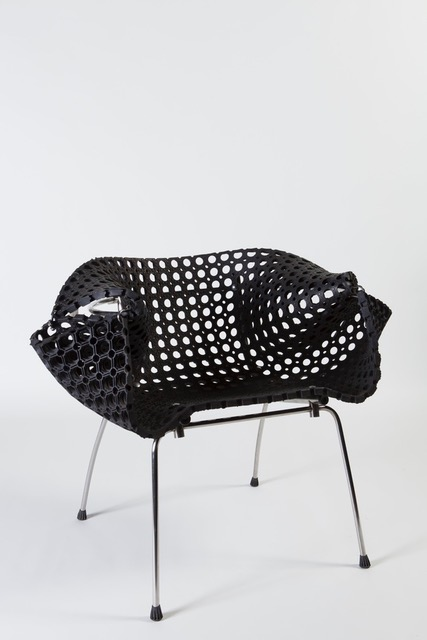
Welcome - rubbermat stoel

De Welcome stoel is aangekocht door het Centraal Museum in Utrecht, werd geproduceerd door Unica & Replica uit Rotterdam en zat in de collectie van Leitmotiv in Amsterdam. Andere productontwerpen, waaronder een vloerlamp uit transparant golfplaat, waren te zien bij Galerie Ecce in Rotterdam.
Schilder vestigt zich begin jaren negentig in Rotterdam waar hij gaat werken voor Neutelings Riedijk Architecten en vervolgens bij Mecanoo voordat hij in 1997 een eigen ontwerpbureau start onder de naam ZooM Architects. In 2000 realiseert hij, in opdracht van Bureau Rijksbouwmeester, zijn eerste gebouw voor het Nationaal Initiatief Duurzame Ontwikkeling, een vroeg voorbeeld van een bewust duurzaam uitgevoerd kantoorproject in Nederland.

### Verdere carrière
Samen met Hill Scholte richt hij in 2013 architectenbureau SchilderScholte op, dat al snel internationale bekendheid geniet onder andere met het project Pani ambachtsschool in Bangladesh. Een project wat is overladen met prijzen, waaronder een Dutch Design Award in de categorie Habitat en werd getoond op de Architectuurbiënnale Venetië.
Naast zijn beroepspraktijk als ontwerper begon Schilder eind jaren negentig als docent aan de Hogeschool voor de Kunsten Constantijn Huygens, de voorganger van ArtEZ in Zwolle, de Technische Universiteit Delft en aan de Rotterdamse Academie van Bouwkunst. Aan de Willem de Kooning Academie in Rotterdam was hij van 2003 tot 2006 coördinator van de afdeling interieurarchitectuur, waarna hij jarenlang eindexamen kandidaten begeleidt aan zowel de bachelor als master opleiding van de AKV St. Joost in Breda. Schilder treedt ook regelmatig op als spreker en examinator in binnen- en buitenland. Centraal in zijn manier van lesgeven staan fenomenologie en awasteness.
Gerrit Schilder jr. was van 2003 tot 2009 voorzitter van de Beroepsvereniging Nederlandse Interieurarchitecten (BNI). Van 2005 tot 2011 was hij secretary general van de European Council of Interior Architects (ECIA). Van 2009 tot 2017 zat Schilder in het bestuur van het Professional Experience Programme (PEP).

## Exposities, een selectie
- 1993: De Zayer, Galerie Nanky de Vreeze, Amsterdam, onder andere met werk van Rody Graumans, Henk Stallinga.[5]
- 1994: Casa Europea I, Bouwcentrum Antwerpen, België.[6][7]
- 1994: Interieur' 94, Zuid Laren, onder andere met werk van Eibert Draisma, Piet Hein Eek, Tejo Remy, en Henk Stallinga.[8]
- 1994: Biennale Interieur, Kortrijk, België.
- 1995: De grenzen van het interieur, Centraal Museum Utrecht.[9]
- 1995: IFI GA, Nagoya Congress Center, Japan.
- 2000: Vredeman de Vries prijs, Leeuwarden.
- 2012: Architectuur Biënnale (B-Tower), Venetië, Italië.
- 2015: 2AAA ITÜ Mimarlik, Istanbul, Turkije.
- 2015: Total Art Gallery, Dubai, Verenigde Arabische Emiraten.
- 2016: Best of Dutch Design, München, Duitsland.
- 2016: The next Big Thing is not a Thing, Maastricht.
- 2016: Architectuur Biënnale (Pani ambachtsschool), Venetië, Italië.

### Prijzen
- BNI prijs, Amsterdam (1993)
- Nederlandse Meubelprijzen (cat. Jonge Ontwerper), Utrecht (1993)
- Ribacs prijs, Rotterdam (2001)
- AZ Awards, Toronto. (2015)
- Dutch Design Award (cat. Habitat), Eindhoven (2015)
- Finest Interior Award, Berlijn (2015)
- FuturArc Green Leadership Award, Singapore (2016)